# 1970 en Algérie
Chronologie de l’Algérie
- 1966
- 1967
- 1968
- 1969
- 1970
- 1971
- 1972
- 1973
- 1974

Cet article présente les faits marquants de l'année 1970 en Algérie ou relatifs à l'Algérie; datation selon le calendrier grégorien.

## Événements
- Début du premier plan quadriennal (1970-1973).
- 19 février : ordonnance n° 70/20 portant code de l’état civil[1].
- 21 juillet : troisième gouvernement de Boumédiène.
- 18 octobre : l'ex-ministre des Affaires étrangères du GPRA, Krim Belkacem, est assassiné à Francfort où il était exilé.

## Sports

### Basket-ball
- Coupe d'Algérie de basket-ball 1969-1970
- Coupe d'Algérie de basket-ball 1970-1971

### Cyclisme
- Tour d'Algérie 1970 (2)

### Football
- Équipe d'Algérie de football en 1970
- Coupe du Maghreb des clubs champions 1969-1970
- Coupe du Maghreb des clubs champions 1970-1971
- Championnat d'Algérie de football 1969-1970
- Championnat d'Algérie de football 1970-1971
- Championnat d'Algérie de football de deuxième division 1969-1970
- Championnat d'Algérie de football de deuxième division 1970-1971
- Coupe d'Algérie de football 1969-1970
- Coupe d'Algérie de football 1970-1971
- Saison 1969-1970 du CR Belcourt
- Saison 1969-1970 de l'USM Alger
- Saison 1970-1971 de l'USM Alger
- Saison 1969-1970 du MC Alger

## Culture

### Cinéma
- L'Âne d'or (L'asino d'oro: processo per fatti strani contro Lucius Apuleius cittadino romano), comédie érotique italo-algérienne réalisée par Sergio Spina et sortie en 1970.
- Brancaleone s'en va-t-aux croisades (Brancaleone alle crociate), épopée bouffonne italo-algérienne réalisée par Mario Monicelli en 1970.
- Eldridge Cleaver (titre américain : Eldridge Cleaver, Black Panther), film documentaire franco-algérien réalisé par William Klein en 1969 et sorti l'année suivante.
- Élise ou la Vraie Vie, drame socio-sentimental franco-algérien réalisé en 1970 par Michel Drach. Ce film est inspiré du roman homonyme de Claire Etcherelli.

## Naissances en 1970
- Naissance en Algérie en 1970

## Décès en 1970
- Décès en Algérie en 1970